# Marvin da Graça
Marvin Martins Santos da Graça (Lussemburgo, 17 febbraio 1995) è un calciatore lussemburghese di origini capoverdiane, difensore del Winterthur.

## Carriera

### Club
Ha giocato nella massima serie del campionato lussemburghese con il Jeunesse Esch.

### Nazionale
Ha giocato nelle nazionali giovanili lussemburghesi Under-17, Under-19 ed Under-21.
Ha esordito con la nazionale lussemburghese nell'amichevole Italia-Lussemburgo (1-1) disputata il 4 giugno 2014.

## Statistiche

### Cronologia presenze e reti in nazionale
| Cronologia completa delle presenze e delle reti in nazionale ― Lussemburgo | Cronologia completa delle presenze e delle reti in nazionale ― Lussemburgo | Cronologia completa delle presenze e delle reti in nazionale ― Lussemburgo | Cronologia completa delle presenze e delle reti in nazionale ― Lussemburgo | Cronologia completa delle presenze e delle reti in nazionale ― Lussemburgo | Cronologia completa delle presenze e delle reti in nazionale ― Lussemburgo | Cronologia completa delle presenze e delle reti in nazionale ― Lussemburgo | Cronologia completa delle presenze e delle reti in nazionale ― Lussemburgo |
| Data                                                                       | Città                                                                      | In casa                                                                    | Risultato                                                                  | Ospiti                                                                     | Competizione                                                               | Reti                                                                       | Note                                                                       |
| -------------------------------------------------------------------------- | -------------------------------------------------------------------------- | -------------------------------------------------------------------------- | -------------------------------------------------------------------------- | -------------------------------------------------------------------------- | -------------------------------------------------------------------------- | -------------------------------------------------------------------------- | -------------------------------------------------------------------------- |
| 4-6-2014                                                                   | Perugia                                                                    | Italia                                                                     | 1 – 1                                                                      | Lussemburgo                                                                | Amichevole                                                                 | -                                                                          | 79’                                                                        |
| 31-8-2017                                                                  | Lussemburgo                                                                | Lussemburgo                                                                | 1 – 0                                                                      | Bielorussia                                                                | Qual. Mondiali 2018                                                        | -                                                                          | 78’                                                                        |
| 10-10-2017                                                                 | Lussemburgo                                                                | Lussemburgo                                                                | 1 – 1                                                                      | Bulgaria                                                                   | Qual. Mondiali 2018                                                        | -                                                                          | 82’                                                                        |
| 9-11-2017                                                                  | Lussemburgo                                                                | Lussemburgo                                                                | 2 – 1                                                                      | Ungheria                                                                   | Amichevole                                                                 | -                                                                          | 86’                                                                        |
| 2-6-2019                                                                   | Lussemburgo                                                                | Lussemburgo                                                                | 3 – 3                                                                      | Madagascar                                                                 | Amichevole                                                                 | -                                                                          | 84’                                                                        |
| 10-6-2019                                                                  | Leopoli                                                                    | Ucraina                                                                    | 1 – 0                                                                      | Lussemburgo                                                                | Qual. Euro 2020                                                            | -                                                                          |                                                                            |
| 15-10-2019                                                                 | Aalborg                                                                    | Danimarca                                                                  | 4 – 0                                                                      | Lussemburgo                                                                | Amichevole                                                                 | -                                                                          | 74’                                                                        |
| 7-10-2020                                                                  | Lussemburgo                                                                | Lussemburgo                                                                | 1 – 2                                                                      | Liechtenstein                                                              | Amichevole                                                                 | -                                                                          | 46’                                                                        |
| 10-10-2020                                                                 | Lussemburgo                                                                | Lussemburgo                                                                | 2 – 0                                                                      | Cipro                                                                      | UEFA Nations League 2020-2021 - 1º turno                                   | -                                                                          | 69’                                                                        |
| 13-10-2020                                                                 | Podgorica                                                                  | Montenegro                                                                 | 1 – 2                                                                      | Lussemburgo                                                                | UEFA Nations League 2020-2021 - 1º turno                                   | -                                                                          | 89’                                                                        |
| 11-11-2020                                                                 | Lussemburgo                                                                | Lussemburgo                                                                | 0 – 3                                                                      | Austria                                                                    | Amichevole                                                                 | -                                                                          |                                                                            |
| 17-11-2020                                                                 | Lussemburgo                                                                | Lussemburgo                                                                | 0 – 0                                                                      | Azerbaigian                                                                | UEFA Nations League 2020-2021 - 1º turno                                   | -                                                                          | 90+1’                                                                      |
| 24-3-2021                                                                  | Debrecen                                                                   | Qatar                                                                      | 1 – 0                                                                      | Lussemburgo                                                                | Amichevole                                                                 | -                                                                          | 10’                                                                        |
| 27-3-2021                                                                  | Dublino                                                                    | Irlanda                                                                    | 0 – 1                                                                      | Lussemburgo                                                                | Qual. Mondiali 2022                                                        | -                                                                          |                                                                            |
| 30-3-2021                                                                  | Lussemburgo                                                                | Lussemburgo                                                                | 1 – 3                                                                      | Portogallo                                                                 | Qual. Mondiali 2022                                                        | -                                                                          | 66’                                                                        |
| 2-6-2021                                                                   | Malaga                                                                     | Norvegia                                                                   | 1 – 0                                                                      | Lussemburgo                                                                | Amichevole                                                                 | -                                                                          | 60’                                                                        |
| 6-6-2021                                                                   | Lussemburgo                                                                | Lussemburgo                                                                | 0 – 1                                                                      | Scozia                                                                     | Amichevole                                                                 | -                                                                          | 84’                                                                        |
| 25-3-2022                                                                  | Lussemburgo                                                                | Lussemburgo                                                                | 1 – 3                                                                      | Irlanda del Nord                                                           | Amichevole                                                                 | 1                                                                          |                                                                            |
| 29-3-2022                                                                  | Zenica                                                                     | Bosnia ed Erzegovina                                                       | 1 – 0                                                                      | Lussemburgo                                                                | Amichevole                                                                 | -                                                                          | 66’                                                                        |
| 4-6-2022                                                                   | Vilnius                                                                    | Lituania                                                                   | 0 – 2                                                                      | Lussemburgo                                                                | UEFA Nations League 2022-2023 - 1º turno                                   | -                                                                          |                                                                            |
| 7-6-2022                                                                   | Tórshavn                                                                   | Fær Øer                                                                    | 0 – 1                                                                      | Lussemburgo                                                                | UEFA Nations League 2022-2023 - 1º turno                                   | -                                                                          |                                                                            |
| 11-6-2022                                                                  | Lussemburgo                                                                | Lussemburgo                                                                | 0 – 2                                                                      | Turchia                                                                    | UEFA Nations League 2022-2023 - 1º turno                                   | -                                                                          | 81’                                                                        |
| 14-6-2022                                                                  | Lussemburgo                                                                | Lussemburgo                                                                | 2 – 2                                                                      | Fær Øer                                                                    | UEFA Nations League 2022-2023 - 1º turno                                   | -                                                                          |                                                                            |
| 22-9-2022                                                                  | Istanbul                                                                   | Turchia                                                                    | 3 – 3                                                                      | Lussemburgo                                                                | UEFA Nations League 2022-2023 - 1º turno                                   | 1                                                                          | 45+1’ 53’                                                                  |
| 25-9-2022                                                                  | Lussemburgo                                                                | Lussemburgo                                                                | 1 – 0                                                                      | Lituania                                                                   | UEFA Nations League 2022-2023 - 1º turno                                   | -                                                                          | 90’                                                                        |
| 26-3-2023                                                                  | Lussemburgo                                                                | Lussemburgo                                                                | 0 – 6                                                                      | Portogallo                                                                 | Qual. Euro 2024                                                            | -                                                                          | 37’ 46’                                                                    |
| 17-6-2023                                                                  | Lussemburgo                                                                | Lussemburgo                                                                | 2 – 0                                                                      | Liechtenstein                                                              | Qual. Euro 2024                                                            | -                                                                          | 90’                                                                        |
| 20-6-2023                                                                  | Zenica                                                                     | Bosnia ed Erzegovina                                                       | 0 – 2                                                                      | Lussemburgo                                                                | Qual. Euro 2024                                                            | -                                                                          | 58’ 86’                                                                    |
| 8-9-2023                                                                   | Lussemburgo                                                                | Lussemburgo                                                                | 3 – 1                                                                      | Islanda                                                                    | Qual. Euro 2024                                                            | -                                                                          | 64’                                                                        |
| 16-10-2023                                                                 | Lussemburgo                                                                | Lussemburgo                                                                | 0 – 1                                                                      | Slovacchia                                                                 | Qual. Euro 2024                                                            | -                                                                          |                                                                            |
| 16-11-2023                                                                 | Lussemburgo                                                                | Lussemburgo                                                                | 4 – 1                                                                      | Bosnia ed Erzegovina                                                       | Qual. Euro 2024                                                            | -                                                                          |                                                                            |
| 19-11-2023                                                                 | Vaduz                                                                      | Liechtenstein                                                              | 0 – 1                                                                      | Lussemburgo                                                                | Qual. Euro 2024                                                            | -                                                                          | 90’                                                                        |
| 21-3-2024                                                                  | Tbilisi                                                                    | Georgia                                                                    | 2 – 0                                                                      | Lussemburgo                                                                | Qual. Euro 2024                                                            | -                                                                          | 42’ 82’                                                                    |
| 26-3-2024                                                                  | Lussemburgo                                                                | Lussemburgo                                                                | 2 – 1                                                                      | Kazakistan                                                                 | Amichevole                                                                 | -                                                                          |                                                                            |
| 12-10-2024                                                                 | Plovdiv                                                                    | Bulgaria                                                                   | 0 – 0                                                                      | Lussemburgo                                                                | UEFA Nations League 2024-2025 - 1º turno                                   | -                                                                          | 90’                                                                        |
| 15-10-2024                                                                 | Zalaegerszeg                                                               | Bielorussia                                                                | 1 – 1                                                                      | Lussemburgo                                                                | UEFA Nations League 2024-2025 - 1º turno                                   | -                                                                          | 46’                                                                        |
| 18-11-2024                                                                 | Lussemburgo                                                                | Lussemburgo                                                                | 2 – 2                                                                      | Irlanda del Nord                                                           | UEFA Nations League 2024-2025 - 1º turno                                   | -                                                                          | 82’                                                                        |
| 22-3-2025                                                                  | Lussemburgo                                                                | Lussemburgo                                                                | 1 – 0                                                                      | Svezia                                                                     | Amichevole                                                                 | -                                                                          | 61’                                                                        |
| 25-3-2025                                                                  | San Gallo                                                                  | Svizzera                                                                   | 3 – 1                                                                      | Lussemburgo                                                                | Amichevole                                                                 | -                                                                          | 90+4’                                                                      |
| Totale                                                                     |                                                                            | Presenze                                                                   | 39                                                                         |                                                                            | Reti                                                                       | 2                                                                          |                                                                            |